# Flughafen Buxoro

i8
i11
i13

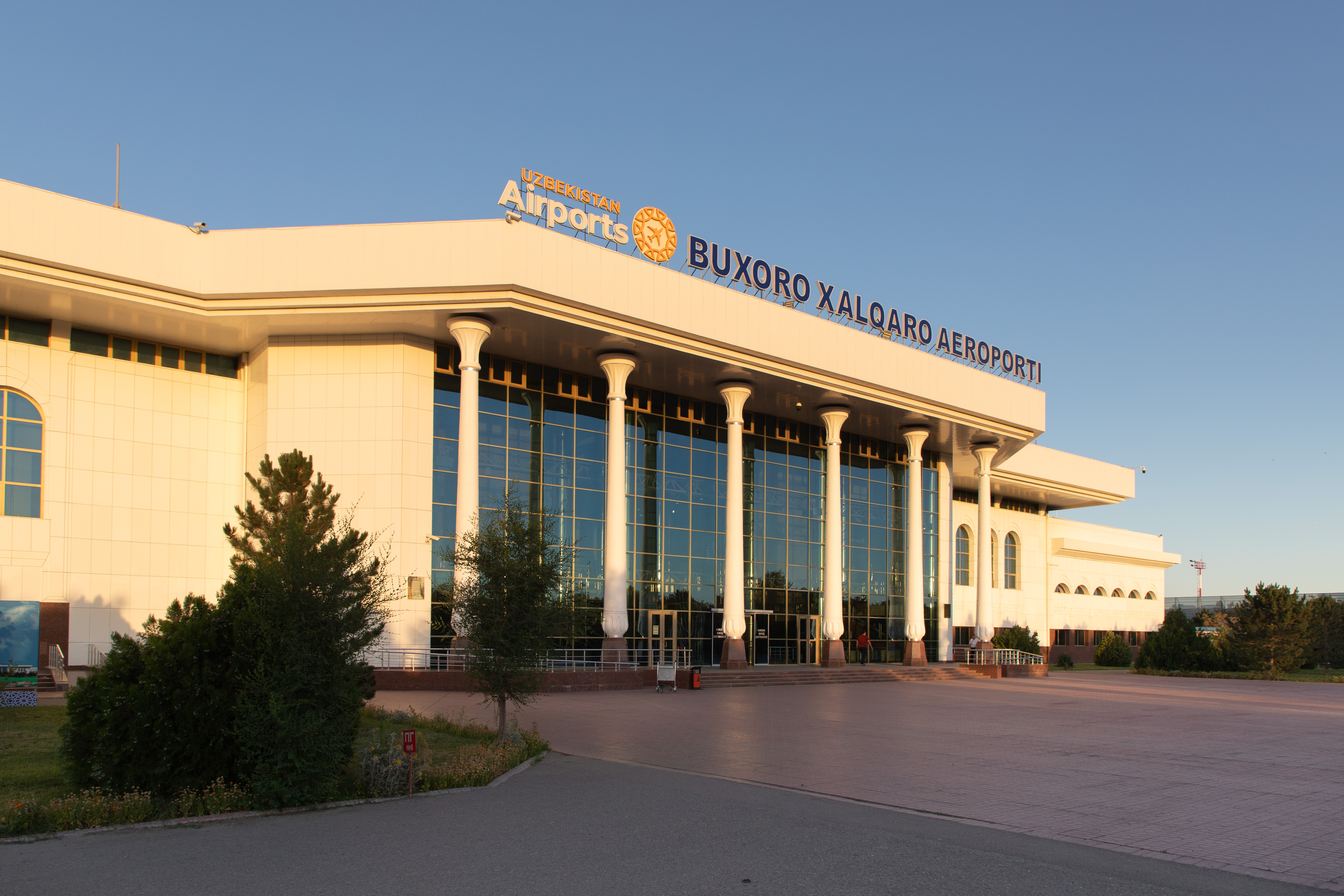
Buxoro Airport

Der Flughafen Buxoro (usbekisch Buxoro Xalqaro Aeroporti, IATA-Code: BHK, ICAO-Code: UTSB) ist ein usbekischer Flughafen bei Buxoro.

## Fluggesellschaften und Ziele
Der Flughafen wird international mit diversen russischen Zielen sowie mit Turkish Airlines mit Istanbul verbunden. Die usbekische nationale Fluggesellschaft Uzbekistan Airways bietet auch ein nationales Streckennetz.

## Zwischenfälle
- Am 20. Januar 1957 verunglückte eine Lissunow Li-2 der Aeroflot bei der Landung am Flughafen Buxoro, als sie erst 760 Meter nach der Landeschwelle aufsetzte und im Anschluss mit einem Damm eines Bewässerungsgraben kollidierte. Die Maschine erlitt erheblichen Schaden, es gab aber keine Todesopfer.[3]

- Am 14. Dezember 1974 verunglückte eine Jakowlew Jak-40 der Aeroflot beim Start, nachdem der Pilot zu einem Startabbruch aufgrund technischer Probleme gezwungen wurde. Das Flugzeug kollidierte mit einem Deich und ging anschließend in Flammen auf. Sieben der 19 Insassen kamen hierbei ums Leben.[4]